# ارلند فن لید دی یوده
ارلند فن لید دی یوده (هلندی: Erland Van Lidth De Jeude؛ ۳ ژوئن ۱۹۵۳ – ۲۳ سپتامبر ۱۹۸۷) یک هنرپیشه اهل هلند بود.

## فیلم‌شناسی
از فیلم‌ها یا برنامه‌های تلویزیونی که وی در آن نقش داشته است می‌توان به حرکت دیوانه‌وار اشاره کرد.